# Paragrafo 175

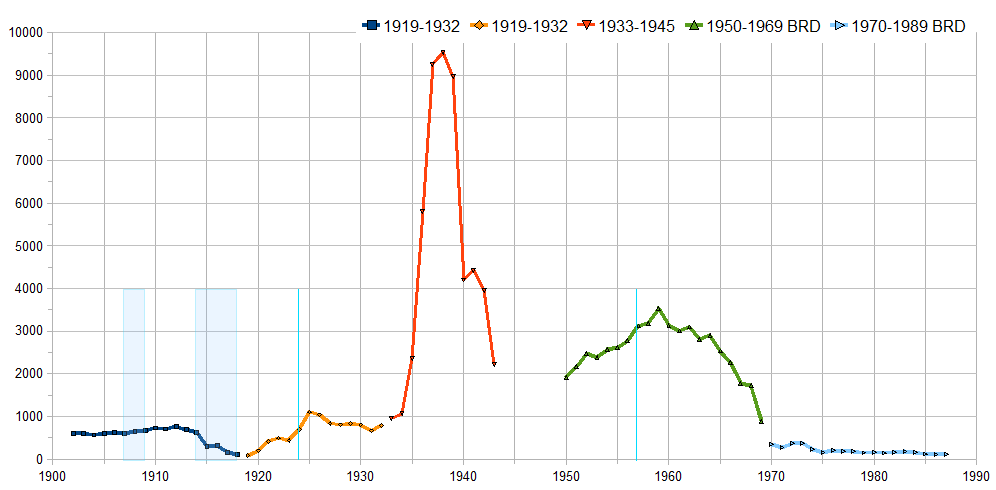
Grafico delle condanne in base al par. 175 dall'approvazione all'abolizione.

Il Paragrafo 175 (noto formalmente come §175 StGB) era un articolo del codice penale tedesco in vigore dal 15 maggio 1871 al 10 marzo 1994. Esso considerava un crimine i rapporti sessuali di tipo omosessuale tra uomini, e nelle prime versioni criminalizzava anche la zooerastia.
La norma venne emendata diverse volte. I nazisti ampliarono la legge nel 1935 e aumentarono notevolmente i procedimenti in base al paragrafo 175; migliaia di omosessuali morirono nei campi di concentramento. La Germania Est tornò alla vecchia versione della legge nel 1950, limitandone il campo al sesso con i minori di 18 anni nel 1968, e abolendola completamente nel 1989. La Germania Ovest mantenne la norma dell'epoca nazista fino al 1969, quando venne limitata a "casi qualificati". Venne ulteriormente attenuata nel 1973 e abrogata completamente nel 1994 dopo la riunificazione tedesca.

## Panoramica storica
Il Paragrafo 175 venne adottato nel 1871. A partire dagli anni 1890, i riformatori sessuali combatterono contro il "vergognoso paragrafo", e ottennero subito l'appoggio di August Bebel, capo del Partito Socialdemocratico (SPD), e una petizione al Reichstag per abolire il Paragrafo 175 venne presentata nel 1898. Nel 1929, una commissione del Reichstag decise di abrogare il Paragrafo 175, grazie ai voti dei Socialdemocratici, del Partito Comunista (KPD) e del Partito Democratico (DDP), ma la salita al potere del Partito Nazista ne impedì l'attuazione. Benché modificato in diverse riprese, il paragrafo rimase legge tedesca fino al 1994.
Nel 1935, i nazisti ampliarono la legge in modo che i tribunali potessero perseguire qualunque "atto osceno", anche se non prevedeva il contatto fisico, come ad esempio masturbarsi uno a fianco all'altro. Le condanne si moltiplicarono di un fattore dieci, divenendo circa 8.000 l'anno. Inoltre, la Gestapo poteva trasportare i sospetti colpevoli nei campi di concentramento, senza alcuna giustificazione legale (anche se erano stati prosciolti o avevano già scontato la pena in carcere). Quindi tra i 5.000 e i 15.000 omosessuali uomini vennero costretti nei lager, dove venivano identificati da un triangolo rosa. La maggioranza vi trovò la morte.
Mentre la persecuzione degli omosessuali da parte dei nazisti è abbastanza nota oggigiorno, molta meno attenzione è stata data al proseguimento di questa persecuzione nella Germania del dopoguerra. Nel 1945, quando vennero liberati i campi di concentramento, i prigionieri omosessuali non vennero liberati, ma scontarono la loro sentenza in base al Paragrafo 175. Nel 1950, la Germania Est abolì gli emendamenti nazisti al Paragrafo 175, mentre la Germania Ovest li mantenne e addirittura li fece confermare dalla sua Corte costituzionale. Circa 100.000 uomini vennero implicati in procedimenti legali dal 1945 al 1969, e circa 50.000 furono condannati (se non si erano suicidati prima, come molti avevano fatto). Nel 1969, il governo alleggerì il Paragrafo 175 portando l'età del consenso a 21 anni. Questa venne abbassata a 18 nel 1973, e il paragrafo fu quindi abrogato nel 1994. La Germania Est aveva già riformato la sua versione più clemente del paragrafo nel 1968, e l'aveva abrogato nel 1988.

## Testi delle diverse versioni del Paragrafo 175

### Versione del 15 maggio 1871
La fornicazione contro natura, cioè tra persone di sesso maschile ovvero tra esseri umani ed animali, è punita con la reclusione; può essere emessa anche una sentenza di interdizione dai diritti civili.»

### Versione del 28 giugno 1935
I. Un uomo che ricopre un ruolo attivo o passivo in atti di fornicazione con altri uomini è punito con la reclusione.

II. Se nell'attività è coinvolta una persona che, all'epoca del fatto, non aveva ancora raggiunto il venticinquesimo anno d'età, la Corte non può non emettere una sentenza di condanna, anche nei casi lievi.
§ 175a Fornicazione grave (Schwere Unzucht)
La reclusione fino a dieci anni, ridotta di tre mesi laddove ricorrano circostanze attenuanti, è comminata:
1. all'uomo che, attraverso l'uso della forza ovvero la minaccia dell'altrui incolumità, costringe un altro uomo ad avviare un rapporto nel quale riveste il ruolo di compagno attivo o passivo;
2. all'uomo che, abusando di una posizione di superiorità legata a servizi, lavoro o impiego, costringe un altro uomo ad avviare un rapporto nel quale riveste il ruolo di compagno attivo o passivo;
3. all'uomo che, compiuti i ventun anni, persuade un uomo di età inferiore ai ventun anni ad avviare un rapporto nel quale riveste il ruolo di compagno attivo o passivo;
4. all'uomo che offre a pagamento sé stesso per un rapporto nel quale riveste il ruolo di compagno attivo o passivo.
§ 175b Bestialità

La fornicazione contro natura tra un uomo e un animale è punita con la reclusione. Può essere emessa anche una sentenza di interdizione dai diritti civili.»
Nella versione del 1935 (così come in quello del 1969), è presente una frase ricorrente con minime variazioni; nella sua prima apparizione è:
Tale espressione si può risolvere, nel contesto sessuale, traducendo le parole "unzucht" (da zuechten -allevare, figliare- e quindi aggiungendo la negazione "un"-non figliare-) e "treibt" (da treiben, -combinare, trafficare-) "Trafficare per non figliare": nello specifico sessuale, "agire contronatura". E per questa ragione, viene specificatamente inserita la parola "Mann" (Uomo) e "von ihm" (da Lui).

### Versione del 25 giugno 1969
(1) È punito con la reclusione fino a cinque anni quando:
1. un uomo di età superiore a diciotto anni che fornica, con ruolo attivo o passivo, con un altro uomo di età inferiore a diciotto anni;
2. un uomo che, abusando di una posizione di superiorità legata a servizi, lavoro o impiego, costringe un altro uomo ad avviare un rapporto nel quale riveste il ruolo di compagno attivo o passivo;
3. all'uomo che offre a pagamento sé stesso per un rapporto nel quale riveste il ruolo di compagno attivo o passivo.
(2) Soggiace alla stessa pena anche colui che tenta di realizzare la fattispecie di cui al comma 1, punto 2.

(3) Se nell'attività è coinvolta una persona che, all'epoca del fatto, non aveva ancora raggiunto il venticinquesimo anno d'età, la Corte non può non emettere una sentenza di condanna, anche nei casi lievi.
§ 175b omesso»

### Versione del 23 novembre 1973
Oltre a modificare l'età del consenso, l'emendamento apportato nel 1973 all'articolo cambia anche talune espressioni. Al posto di Unzucht, si riferisce a sexuelle Handlungen ("atti sessuali"). Il linguaggio, ancorché attenuato nella sua connotazione, porta ancora con sé l'eco del linguaggio della versione precedente circa i compagni attivi e passivi:
(1) Un uomo che, compiuti i diciotto anni d'età, compia atti sessuali con un uomo che non abbia ancora compiuto il diciottesimo anno d'età, ovvero che consenta ad un uomo di età inferiore ai diciotto anni di compiere atti sessuali con lui, è punito con la reclusione fino ad anni cinque.
(2) La Corte non può non emettere una sentenza di condanna prevista da questo paragrafo se la persona che ha commesso l'atto non aveva ancora compiuto, all'epoca dei fatti, il ventunesimo anno d'età.»

## Antefatti

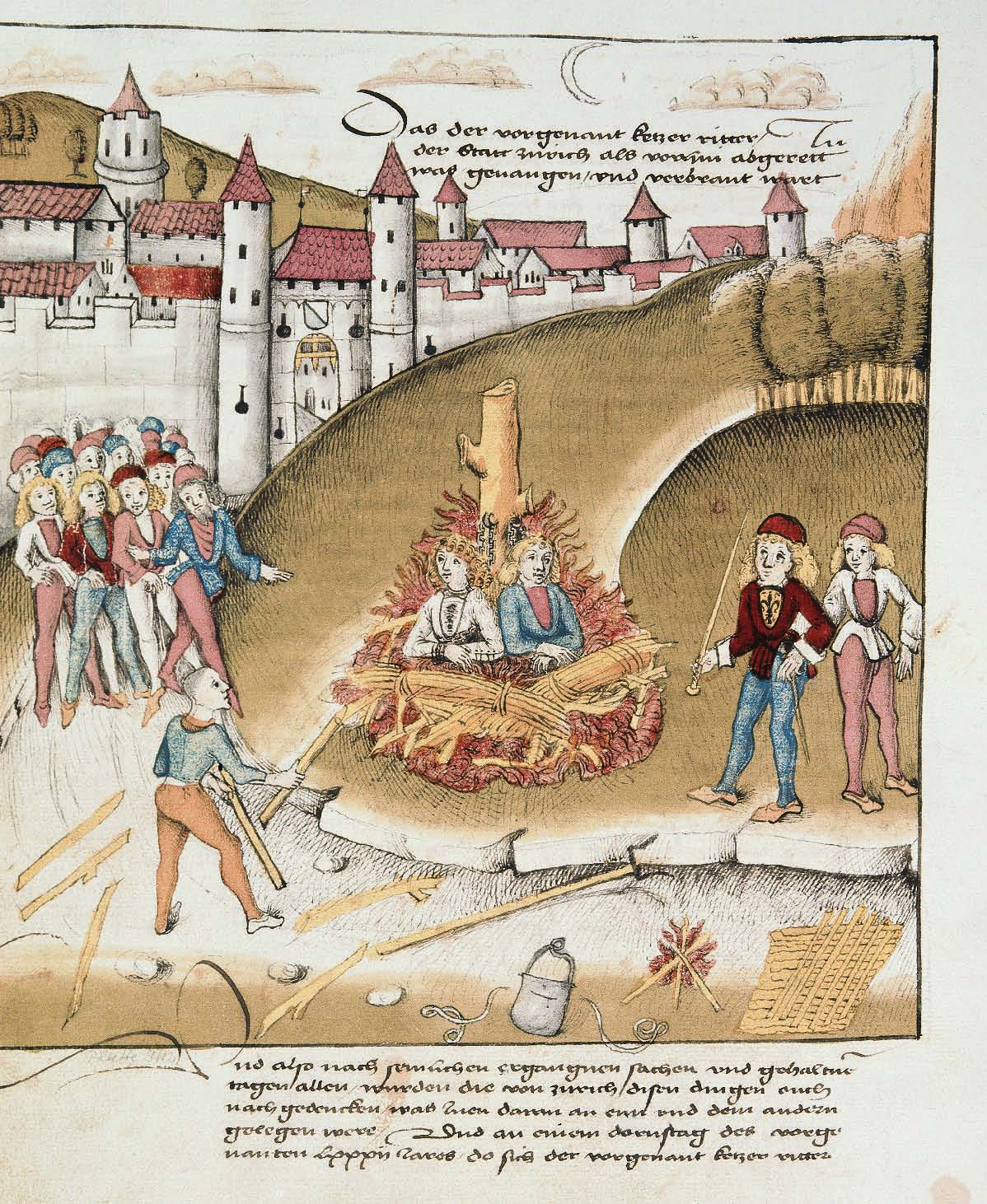
Rogo di sodomiti fuori dalle mura di Zurigo, 1482 (Spiezer Schilling)

Nella seconda metà del XIII secolo lo status degli atti di sodomia tra uomini cambiò: certamente già percepito come un peccato, per la prima volta vennero adottati degli atti legali allo scopo di renderlo un crimine. Quasi ovunque in Europa, la sodomia divenne punibile con la morte.
Nel 1532, Carlo V d'Asburgo con la Constitutio Criminalis Carolina produsse un fondamento per questo principio di legge, che rimase valido nel Sacro Romano Impero fino alla fine del XVII secolo. Le parole dell'articolo 116 di tale codice:
«...quelle persone coinvolte in condotta lasciva, sia uomo con uomo, che donna con donna, o essere umano con animale, perderanno la loro vita bruciando sul rogo.»
Nel 1794 la Prussia introdusse l'Allgemeines Landrecht (o codice prussiano), una grande riforma legislativa che sostituì la condanna a morte per questo reato con un periodo di imprigionamento, in linea con il nuovo pensiero illuminista. Il paragrafo 143 di tale codice recitava:
«La fornicazione contro natura, sia tra persone di sesso maschile sia di uomini con animali, è punita con l'imprigionamento da sei mesi a quattro anni e con la pena aggiuntiva dell'immediata perdita dei diritti civili.»
In Francia, il Codice napoleonico del 1804 puniva gli atti di sodomia solo quando venivano lesi i diritti di qualcuno (ovvero nel caso di atti non consensuali), il che ebbe l'effetto di legalizzare completamente l'omosessualità (Jean-Jacques Régis de Cambacérès, uno dei principali estensori del Codice napoleonico, era dichiaratamente omosessuale). Nel corso delle sue conquiste, Napoleone esportò il Codice oltre i confini francesi e in altri stati come i Paesi Bassi. Anche la Baviera adottò il modello francese, e nel 1813 rimosse dai suoi testi di legge tutte le proibizioni riguardanti atti omosessuali consensuali.
Come conseguenza delle nuove e liberali idee francesi, due anni prima del 1871 - data di fondazione dell'Impero tedesco - il regno prussiano, preoccupato circa il futuro del paragrafo 143, incaricò una commissione "scientifica" di giustificare la presenza dello stesso all'interno del codice prussiano. Il Ministero della giustizia delegò una Deputation für das Medizinalwesen (in italiano: commissione per la conoscenza medica), che includeva tra gli altri i famosi medici Rudolf Virchow e Heinrich Adolf von Bardeleben. La commissione dichiarò nella propria valutazione del 24 marzo 1869 di non essere in grado di fornire un fondamento scientifico per una legge che colpiva gli atti di zoofilia e i rapporti omosessuali, differenziandoli da molti altri atti sessuali (considerati al tempo egualmente "perversioni") che non venivano neppure considerati argomenti di legislazione penale.
Nonostante questa negativa "conferma" scientifica, la bozza di legislazione penale presentata da Bismarck nel 1870 alla Confederazione Tedesca del Nord, conservava le precedenti disposizioni prussiane in tema di omosessualità, giustificandole con la preoccupazione dell'opinione pubblica: «Benché qualcuno possa giustificare l'omissione di queste norme penali dal punto di vista medico così come con alcune teorie del diritto penale, il senso pubblico della giustizia vede questi atti non solamente come vizi ma come crimini...»

## Impero germanico
| Incriminazioni per il § 175 (1902 - 1918) |             |             |             |          |
| Anno                                      | Imputazione | Imputazione | Imputazione | Condanne |
| 1902                                      | 364         | /           | 393         | 613      |
| 1903                                      | 332         | /           | 289         | 600      |
| 1904                                      | 348         | /           | 376         | 570      |
| 1905                                      | 379         | /           | 381         | 605      |
| 1906                                      | 351         | /           | 382         | 623      |
| 1907                                      | 404         | /           | 367         | 612      |
| 1908                                      | 282         | /           | 399         | 658      |
| 1909                                      | 510         | /           | 331         | 677      |
| 1910                                      | 560         | /           | 331         | 732      |
| 1911                                      | 526         | /           | 342         | 708      |
| 1912                                      | 603         | /           | 322         | 761      |
| 1913                                      | 512         | /           | 341         | 698      |
| 1914                                      | 490         | /           | 263         | 631      |
| 1915                                      | 233         | /           | 120         | 294      |
| 1916                                      | 278         | /           | 120         | 318      |
| 1917                                      | 131         | /           | 70          | 166      |
| 1918                                      | 157         | /           | 3           | 118      |
| Accuse: omosessualità / bestialità        |             |             |             |          |

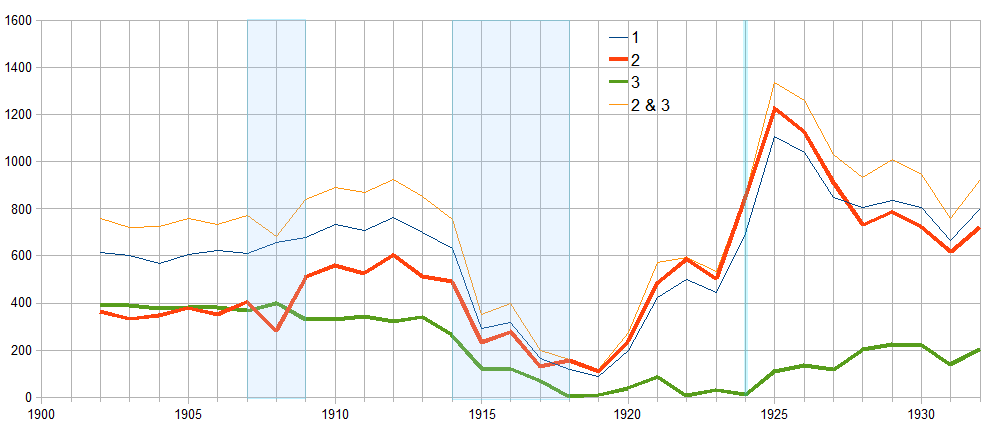
Casi di applicazione del § 175 fra il 1902 e il 1932.

Il 1º gennaio 1872, ad un anno di distanza dalla prima applicazione, il codice penale della Confederazione del Nord tedesca divenne il codice penale dell'intero Impero germanico. Con questo cambiamento il rapporto omosessuale maschile tornò ad essere un crimine anche in quegli stati che precedentemente avevano adottato una legislazione più liberale, come la Baviera. Riportando quasi letteralmente le disposizioni del precedente codice prussiano del 1794, il nuovo paragrafo 175 del codice penale imperiale specificò:
«L'immoralità contronatura, commessa fra persone di sesso maschile o fra uomini ed animali, è punita con l'imprigionamento; inoltre può comportare la privazione dei diritti civili.»
Già a partire dal 1860, alcune proteste individuali di Karl Heinrich Ulrichs e Karl-Maria Kertbeny si erano levate invano contro il paragrafo 143 del codice prussiano, poi diventato par. 175 del codice tedesco. Nell'Impero sorsero movimenti più organizzati a partire dal 1897 con la fondazione del Wissenschaftlich-humanitäres Komitee (WhK, Comitato scientifico-umanitario), un'organizzazione di intellettuali più che un movimento popolare, che cercò di opporsi al paragrafo 175 basandosi sulla tesi della congenita natura dell'omosessualità.
Il caso venne sostenuto nel 1897 con una petizione presentata da medici e dal presidente del WhK che chiedeva l'abrogazione del paragrafo 175; la petizione venne sottoscritta da oltre 5.000 firmatari, tra i quali molti esponenti di rilievo della cultura tedesca. L'anno successivo il presidente del Partito Socialdemocratico di Germania, August Bebel, presentò la petizione al Reichstag, ma fallì nell'ottenere l'abrogazione. (Per approfondire vedi Magnus Hirschfeld, militanza contro il paragrafo 175.)
Contrariamente alle istanze di abrogazione, dieci anni dopo il governo tedesco progettò l'estensione del paragrafo 175 anche nei confronti dell'omosessualità femminile. Parte dello "Schema di codice penale tedesco" (E 1909) recitava:
«Il pericolo per la vita familiare e per la gioventù è lo stesso. Il fatto che esiste un aumento di tali casi nell'ultimo periodo e attendibilmente testimoniato. È quindi nell'interesse sia della moralità che del benessere generale che questi provvedimenti penali vengano estesi anche alle donne.»  (Stümke, 1989, pag. 50)
Le successive modifiche dello schema di legge si protrassero fino al 1917; la prima guerra mondiale e la successiva sconfitta della Germania non diedero ulteriore corso al progetto.

## Repubblica di Weimar
Nel periodo di Weimar ebbero luogo vigorose campagne per l'abrogazione del paragrafo 175, soprattutto nel periodo tra il 1919 e il 1929, dopo il quale l'instabilità di governo provocata dall'ascesa del Partito Nazionalsocialista Tedesco dei Lavoratori pose in secondo piano il problema. I principali promotori delle nuove campagne furono il Gemeinschaft der Eigenen e il Wissenschaftlich-humanitäres Komitee. Ma, come nel precedente periodo imperiale, durante la Repubblica di Weimar, i partiti di sinistra fallirono nell'abrogazione del paragrafo 175 a causa della mancanza di una maggioranza parlamentare.
I progetti dello schieramento di centro-destra del 1925 per alzare le pene previste dal paragrafo 175 andarono molto vicini al successo. In aggiunta al paragrafo 296 (nuova numerazione del paragrafo 175 sotto la Repubblica di Weimar), il centro-destra proponeva una bozza per un nuovo paragrafo 297 che avrebbe dovuto introdurre alcuni "casi limitati" come la prostituzione omosessuale, sesso con giovani fino ai 21 anni ed abusi nei confronti di altri uomini costretti per lavoro o servizio. Questi "casi" avrebbero dovuto essere classificati come "gravi crimini" (Verbrechen) piuttosto che come "trasgressioni" (Vergehen). Il progetto non riguardava solo i rapporti sessuali omosessuali ma includeva anche altri atti omosessuali come, ad esempio, la mutua masturbazione.
Le modifiche trovavano fondamento, secondo gli estensori della bozza, nella protezione della salute pubblica:
«Dobbiamo partire dal presupposto che dal punto di vista tedesco il rapporto sessuale tra uomini è una aberrazione responsabile di rovinare il carattere e distruggere la sensibilità morale. Aderire a questa aberrazione conduce alla degenerazione del popolo e al decadimento della propria forza.»  (Stümke, 1989, pag. 65)
Quando la bozza di progetto venne discussa nel 1929 dalla commissione giudiziaria del Reichstag, i socialdemocratici dell'SPD, i comunisti del KPD e i liberali di sinistra del DDP riuscirono ad ottenere una maggioranza di 15 voti a 13 per l'abolizione del paragrafo 296. Ciò avrebbe comportato la legalizzazione completa dell'omosessualità consensuale tra adulti. Nello stesso tempo una forte maggioranza (che escluse solo 3 voti del KPD) supportò l'introduzione del nuovo paragrafo 297, che si sarebbe occupato dei cosiddetti "casi limitati".
I nazionalsocialisti, attraverso le colonne del quotidiano ufficiale del Partito Völkischer Beobachter, attaccarono il progetto di riforma del paragrafo 175 rivolgendo la loro rabbia contro Magnus Hirschfeld che era ebreo ed uno dei maggiori promotori della legalizzazione dei rapporti omosessuali consensuali:
Nonostante questo, il successo parziale ottenuto - che il WhK qualificò come «un passo in avanti e due indietro» - era destinato a risultare vano. Nel marzo 1930 la commissione interparlamentare per il coordinamento del diritto penale tra Germania ed Austria, con un risultato di 23 a 21, votò per la reintroduzione del paragrafo 296 nella riforma legislativa. Tale modifica non venne realizzata a causa delle difficili condizioni politiche della Repubblica di Weimar, caratterizzate da numerosi gabinetti presidenziali (Präsidialkabinett) di scarsa durata che bloccarono quasi completamente la normale attività legislativa parlamentare.

## Germania nazionalsocialista
Nel 1935 il Partito Nazionalsocialista Tedesco dei Lavoratori inasprì il paragrafo 175 ridefinendo la "trasgressione" come "crimine" ed incrementando la pena massima da sei mesi a cinque anni di imprigionamento. Inoltre, eliminando l'aggettivo widernatürlich ("contro natura") dal testo del paragrafo, i nazisti rimossero l'antica consuetudine di applicare la legge solo in caso di rapporti sessuali penetrativi. Il "delitto", ora, esisteva se «oggettivamente il generale senso del pudore sia offeso» e se «sia evidente la corrotta intenzione di eccitare il desiderio sessuale in uno dei due uomini, oppure di un terzo». (Le citazioni sono tratte dai trattati giuridici dell'epoca RGSt 73, 78, 80 f.) Il contatto fisico reciproco non era più necessario per essere incriminati ed imprigionati.
Oltre a ciò, che già andava oltre quello che era stato progettato nel 1925, venne creato il nuovo paragrafo 175a che puniva i "casi limitati" come schwere Unzucht ("libidine grave") da punire con non meno di un anno e non più di dieci anni di carcere. I casi contemplati erano i seguenti:
- relazioni sessuali con un dipendente o un impiegato in una situazione lavorativa,
- atti omosessuali con giovani al disotto dei 21 anni di età,
- prostituzione maschile.

Gli «atti contro natura commessi da esseri umani con animali» vennero spostati nel nuovo paragrafo 175b.
In base alle giustificazioni ideologiche ufficiali, il paragrafo 175 venne "corretto" nell'interesse della salute morale del Volk - il popolo tedesco - perché in «maniera conforme all'esperienza» l'omosessualità «è soggetta a una rapida propagazione come una calamità» ed esercita «un'influenza rovinosa» sui «gruppi coinvolti».
L'inasprimento del paragrafo 175 nel 1935 portò ad notevole incremento delle condanne per questo reato fino a raggiungere le 8.000 annue. Solo circa la metà dei processi risultava essere frutto del lavoro della polizia; circa il 40% risultava originare da delazioni private (Strafanzeige) di "osservatori" esterni e circa il 10% degli imputati era denunciato da datori di lavoro e istituzioni. Ad esempio, nel 1938, la Gestapo ricevette la seguente lettera anonima:
«Noi - la maggior parte degli artisti del blocco [di appartamenti o studi artistici] a Barnayweg - richiediamo urgentemente l'osservazione di B., che vive con la Sig.ra F. come affittuaria, e che riceve un cospicuo numero di visite giornaliere da parte di giovani uomini. Questa situazione non deve continuare. [...] Vi chiediamo cordialmente di dare corso ad ulteriori indagini.»  (Pretzel, 2000, pag. 23)

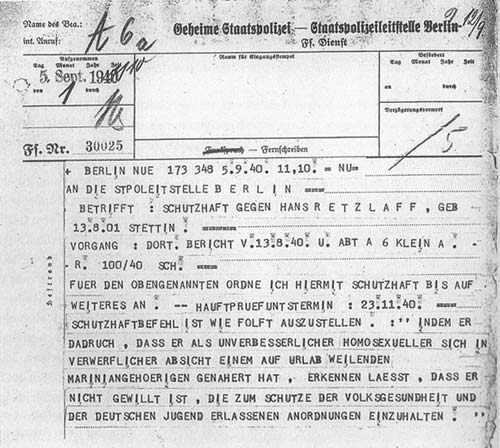
Un telex della Gestapo sull'ordine per la carcerazione preventiva di un "incorreggibile omosessuale".

Diversamente dalle forze di polizia tradizionali, la Gestapo fu autorizzata ad applicare agli omosessuali una detenzione preventiva (Schutzhaft) di una durata arbitraria senza nessuna accusa (e spesso dopo un proscioglimento da parte dei tribunali). Questa fu la sorte dei cosiddetti "recidivi": allo scadere delle condanne non venivano liberati ma inviati per una "rieducazione aggiuntiva" in campo di concentramento. Solo il 40% circa dei triangoli rosa (il simbolo distintivo affibbiato agli omosessuali all'interno dei campi di concentramento) sopravvisse, su un totale stimato di circa 5.000 - 15.000 prigionieri, alle durissime condizioni dei campi, dove subirono inoltre numerose vessazioni da parte degli altri internati. Alcuni di essi, conclusa la guerra e dopo la liberazione da parte delle forze alleate, vennero nuovamente imprigionati perché non avevano ancora scontato per intero la pena inflitta loro per atti omosessuali.

## Dopo la Seconda guerra mondiale

### Sviluppi nella Zona di occupazione sovietica e in Germania Est
Nella Zona di occupazione sovietica che divenne successivamente la Germania Est, la modifica delle leggi non fu uniforme: il governo della Turingia modificò i paragrafi 175 e 175a rendendoli simili alla bozza di proposta presentata nel 1925, mentre gli altri stati federali (Stati federati della Germania) tedeschi lasciarono invariata la legislazione del 1935. Nonostante nel 1946 la Commissione per l'esame della legge di Berlino Est raccomandasse specificatamente la non inclusione del paragrafo 175 nel nuovo codice criminale, questa esortazione non ebbe effetto pratico. L'alta corte distrettuale di Halle (Oberlandesgericht Halle oppure OLG Halle) decise, nel 1948, per lo Stato federale di Sassonia-Anhalt, che i paragrafi 175 e 175a dovevano essere considerati come un tipico esempio di ingiustizia nazista, perché il progressivo sviluppo giuridico era stato interrotto ed addirittura ribaltato. Gli atti di omosessualità avrebbero quindi dovuto essere giudicati solo in base alle leggi della Repubblica di Weimar.
Nel 1950, l'anno successivo alla costituzione della Repubblica Democratica Tedesca, la corte d'appello di Berlino (Kammergericht Berlin) decise di restaurare in tutta la Germania Est la validità del paragrafo 175 in vigore durante la Repubblica di Weimar. In contrasto con la precedente azione della OLG Halle, però, il paragrafo 175a rimase invariato per, si disse, proteggere la società da «atti omosessuali socialmente dannosi da parte di limitati elementi». Nel 1954 la stessa corte decise che il paragrafo 175a a differenza del paragrafo 175 non presupponeva, per l'applicazione, rapporti sessuali completi. Il termine libidine (Unzucht) venne definito come "ogni azione atta a destare l'eccitazione sessuale e «violare il senso morale dei nostri lavoratori»".
Una revisione del codice penale del 1957 rese possibile l'accantonamento dei processi per azioni illegali che non rappresentassero un pericolo per la società socialista. Questo rimosse l'applicazione pratica del paragrafo 175 dall'effettivo corpus legislativo tedesco, perché nello stesso tempo la corte d'appello di Berlino Est (Kammergericht) aveva deciso che tutte le condanne derivate dalla vecchia applicazione del paragrafo 175 potevano essere sospese a causa dell'irrilevanza degli atti per le quali erano state inflitte. Su questa base gli atti omosessuali consensuali tra adulti cessarono di essere condannati a partire dalla fine degli anni cinquanta.
Il 1º luglio 1968 la Repubblica Democratica Tedesca approvò il proprio codice penale. All'interno del nuovo codice veniva introdotto il § 151 StGB-DDR, che prevedeva una sentenza fino a tre anni di reclusione o di libertà condizionata nel caso di un adulto (oltre i 18 anni) che avesse rapporti sessuali con un adolescente (sotto i 18 anni). La legge era applicata non solo al caso di rapporti omosessuali maschili tra adulti e ragazzi, ma anche nel caso di rapporti tra donne e ragazze.
L'11 agosto 1987 la Corte suprema della Germania Est condannò il paragrafo 151 in base al fatto che «l'omosessualità, come l'eterosessualità, rappresenta una variante del comportamento sessuale. Gli omosessuali, quindi, non devono rimanere esclusi dalla società socialista, ed i diritti civili devono essere loro garantiti esattamente come a tutti gli altri cittadini». L'anno seguente il parlamento tedesco (Volkskammer), durante la quinta seduta di revisione del codice penale, recepì le indicazioni della Corte suprema ed abrogò il paragrafo 151. L'atto venne trasformato in legge il 30 maggio 1989 rimuovendo così ogni specifico riferimento all'omosessualità dal codice penale della Germania Est.

### Sviluppi nella Germania Ovest
Dopo la seconda guerra mondiale la Germania Ovest (Repubblica Federale Tedesca) mantenne in vigore la versione del 1935 del paragrafo 175. Il 10 maggio 1957 la Corte federale costituzionale tedesca (Bundesverfassungsgericht) confermò questa decisione, dichiarando che il paragrafo «non è influenzato dall'ideologia nazionalsocialista tanto da dover essere abolito in un libero stato democratico.»  (testo originale della sentenza, in tedesco Archiviato il 6 marzo 2006 in Internet Archive.)
Tra il 1945 ed il 1969 si ebbero circa 50.000 incriminazioni per reati connessi all'omosessualità. La serie di arresti e processi ebbe gravi conseguenze a Francoforte tra il 1950 ed il 1951:
«Un diciannovenne saltò dalla torre di Goethe dopo aver ricevuto una convocazione, un altro fuggì in Sudamerica, un altro in Svizzera, un odontotecnico e il suo amante si avvelenarono con il gas. In totale ci furono sei suicidi riconosciuti. Molti degli accusati persero il loro lavoro.»  (Kraushaar, 1997, pag. 62)
Durante l'amministrazione del Cancelliere federale Konrad Adenauer, una bozza di codice penale per la Germania Ovest (conosciuto come Strafgesetzbuch E 1962; mai adottato) giustificava il mantenimento del paragrafo 175 così:
«Riguardo all'omosessualità maschile, il sistema legale deve, più che in altre aree, erigere un baluardo contro la diffusione di questo vizio, che altrimenti rappresenterebbe un serio pericolo per la salutare e naturale vita delle persone.»  (Stümke, 1989, pag. 183)
Il 25 giugno 1969, la grande coalizione dell'SPD guidata dal Cancelliere Kurt Georg Kiesinger dell'Unione Cristiano Democratica riformò il paragrafo 175 mantenendo in vigore solo i "casi limitati" precedentemente contemplati dal paragrafo 175a: sesso con ragazzi al disotto dei 21 anni di età, prostituzione maschile, rapporti sessuali imposti da contingenze di dipendenza lavorativa. Anche il paragrafo 175b relativo alla bestialità venne abrogato.
Il 23 novembre 1973, la coalizione social-liberale formata dall'SPD e dal Freie Demokratische Partei (FDP) approvò una completa riforma delle leggi relative al sesso e alla sessualità. Il paragrafo venne rinominato da "Crimini e trasgressioni alla moralità" in "Offese contro l'autodeterminazione sessuale" e la parola "impudicizia" venne sostituita dal termine "atti sessuali". Il paragrafo 175 mantenne in vigore solo le regolamentazioni sul sesso con minori: l'età del consenso venne abbassata a 18 anni (contro i 14 anni del sesso eterosessuale).
Nel 1986, l'alleanza Bündnis 90/Die Grünen ed il primo membro dichiaratamente omosessuale del parlamento tedesco tentarono di eliminare completamente il paragrafo 175 insieme al paragrafo 182. Questo avrebbe abbassato l'età generale di consenso per atti sessuali a 14 anni, senza discriminazione tra omosessuali ed eterosessuali. A questa idea si opposero il CDU, l'SPD e il FDP, e il paragrafo 175 venne mantenuto come parte della legge tedesca per i successivi otto anni.

## Sviluppi successivi al 1990

### La cancellazione del Paragrafo 175
Nell'opera di riconciliare i codici legali dei due stati tedeschi dopo il 1990, il Bundestag dovette decidere se il Paragrafo 175 doveva essere eliminato completamente (come era avvenuto nell'ex Germania Est) o se la restante forma della legge in vigore nella Germania Ovest dovesse essere estesa a quella che era diventata la parte orientale della Repubblica Federale. Nel 1994, alla fine del periodo di riconciliazione delle leggi, venne deciso – in particolare a seguito dei cambiamenti sociali che erano avvenuti nel frattempo – di eliminare completamente il Paragrafo 175 dai codici legali.

### Situazione attuale
Secondo il § 176 StGB l'età minima assoluta di consenso per atti sessuali è ora di 14 anni senza riguardo per il sesso; per i casi speciali, determinati dal § 182 StGB, l'età minima viene posta a 16 anni. Alcuni casi determinati dal § 182 StGB:
- § 182 (2) StGB permette la persecuzione per Antragsdelikt, un concetto legale tedesco che prevede il trattamento come crimine di certi atti solo nel caso che la vittima sporga querela.
- § 182 (3) StGB permette che l'ufficio del pubblico ministero persegua un caso sulla base della convinzione che esso sia di speciale interesse pubblico.
- § 182 (4) StGB permette alla corte di astenersi dalla punizione nel caso che, tenuto conto del comportamento della vittima, l'illegalità nel comportamento dell'accusato appaia di poco conto.

Il § 182 StGB contiene numerosi termini senza una chiara e precisa definizione legale; alcuni critici hanno rilevato che i familiari possono fare un utilizzo improprio della legge per criminalizzare relazioni sessuali socialmente disapprovate (ad esempio: una famiglia che disapprovi la relazione omosessuale del proprio giovane figlio potrebbe ottenere l'incriminazione del compagno).
In Austria esiste una situazione analoga: come il § 175 StGB tedesco, il § 209 StGB austriaco è stato eliminato dal codice penale; ma come in Germania esiste il § 182 StGB, in Austria il § 207b StGB è percepito dai critici come un potenziale surrogato della legge abolita.

### Parziale riabilitazione delle vittime
Il 17 maggio 2002 — data scelta simbolicamente come "17.5" —, nonostante i voti contrari della CDU/CSU e del FDP, il Bundestag approvò un supplemento all'Atto di abolizione del Nazionalsocialismo (NS-Aufhebungsgesetzes). Con questo supplemento all'atto, le condanne del periodo nazista nei confronti di omosessuali e disertori della Wehrmacht vennero annullate. Norbert Geis, politico conservatore di destra della CSU, definì questa amnistia generale un "disonore". Forti critiche vennero dal movimento omosessuale, perché il Bundestag lasciò intatte le sentenze successive al 1945, benché le basi legali dalla fine della guerra al 1969 fossero le stesse del periodo nazista.